# 口紅效應
经济学中的口红效应是指，消费者在面对金融危机时，更愿意购买价格较低的奢侈品。例如，人们会放弃购买昂贵的手提包或毛皮大衣，转而选择较为昂贵的化妆品，如高端品牌推出的口红。口红效应预设了这样的想法，虽然经济前景并不乐观，但仍有相当一部分消费者仍会购买奢侈品。当消费者认为经济会持续收缩，他们就会购买不那么花钱的商品。在化妆品之外，人们可能会选择其他种类的高端产品，例如价格较高的啤酒或者小件的电子产品。
在美国自从九一一袭击事件 之后就一直有口红销量倍增的传闻；  但是其他消息 则声称这是言过其实。 2008年5月1日《纽约时报》发表文章引用伦纳德·劳德的话说，他注意到他的公司在恐怖袭击事件后口红的销售量增加了。 但并没有声称销量翻倍。
潜在的解释是即使有经济危机的存在，消费者购买奢侈品的意愿并不会减少。当消费者对经济形势的预期值下降时，消费者会购买对其可用资金影响较小的商品。而在化妆品买卖市场外，消费者可能会选择啤酒或更小，更廉价的商品。
波士顿大学社会学教授朱丽叶舒尔(Juliet Schor)在她的书"过度消费的美国人"中谈到了消费者购买高价的名牌口红，特别是香奈儿来在公共场合使用，而购买便宜，不太有名品牌的口红则用于洗手间等私密场所。
然而，关于这一效应最近有一种更加细致的解释出现，称此举是源于史前时期人类为自身物种的延续；
《经济学人》在2009年通过统计数据分析测试了口红效应。期刊编辑部说，“并不是所有人都这样相信。历史上关于口红销量的可靠数据难以找到, 而这一效应的大多数支持者只能够指出个别的、来源不可靠的例子作为大范围现象的证据。从事市场研究的美国柯莱恩有限公司收集到的数据体现出，口红销量在经济困难时期有时增加，但同样的事情也发生在经济繁荣的时期。换句话说，这两者并没有明显的相关性。
四位大学科研人员在近期的研究中发现这一效应可能源于演化心理学，女性为了吸引更优秀配偶的意愿促进了这种效应的产生，还取决于商品本身带有吸引配偶的功能。 除此之外还表明了经济衰退影响女性对精致商品的购买意愿的方式和原因。这项研究还提供了女性交偶心理学的新见解。消费者行为以及两者恋爱关系。虽然口红效应已经获得了不少传闻，目前的研究表明女性对于奢侈品的消费可能作为经济衰退的第三方指标。──这个指标可能源于我们的史前心理学。